# 三遊亭鳳好
三遊亭 鳳好（さんゆうてい ほうこう、1972年10月7日 - ）は東京都出身の落語家。円楽一門会所属だったが退会。本名は指田達人。

## 来歴・人物
5代目三遊亭圓楽の総領弟子である三遊亭鳳楽の二番弟子。高座で舞う踊りは日本舞踊 花柳流。2000年度から大田区立清水窪小学校で落語講師を務める。

## 略歴
- 1993年 - 三遊亭鳳楽入門。
- 1998年 - 二つ目昇進。
- 2007年4月 - 真打昇進。
- 東京かわら版発行の「寄席芸人写真名鑑」（2011年7月発行）には名前と写真の掲載があるが、「総天然色 寄席演芸家名鑑」(2013年9月発行）には掲載が無いので、その間に圓楽一門会を退会したものと思われる。